# Viburnum lancifolium
Viburnum lancifolium är en desmeknoppsväxtart som beskrevs av Ping Sheng Hsu. Viburnum lancifolium ingår i släktet olvonsläktet, och familjen desmeknoppsväxter. Inga underarter finns listade i Catalogue of Life.